# August Wilhelm Heinrich Blasius
August Wilhelm Heinrich Blasius (5 tháng 7 năm 1845 tại Braunschweig – 31 tháng 5 năm 1912 tại Braunschweig) là một nhà điểu học người Đức.
Blasius sống trong một gia đình có truyền thống khoa học: cha của ông là nhà điểu học Johann Heinrich Blasius (1809-1870) và anh trai ông là nhà điểu học Rudolf Heinrich Paul Blasius (1842-1907).
Vào năm 1871 ông trở thành giáo sư động vật học và thực vật học tại Đại học Kĩ thuật Braunschweig. Ông cũng là giám đốc bảo tàng Lịch sử tự nhiên và vườn thực vật của trường này. Ông là Thành viên của hội đồng của Deutsche Ornithologen-Gesellschaft (Hội Điểu học Đức).

## Các tác phẩm chọn lọc
- Beiträge là Kenntniss der Vogelfauna von Borneo, 1881 (với Adolph Nehrkorn) - Đóng góp vào tri thức về các loài chim từ Borneo.
- Dr. Platen's ornithologische Sammlungen aus Amboina, 1882 (với Adolf Nehrkorn) - Bộ sưu tập chim của Tiến sĩ Platen từ Amboina.
- Über die letzten Vorkommnisse des Riesen-Alks (Alca impennis), 1883 - Về sự xuất hiện cuối cùng của An ca lớn (Alca impennis).
- Ueber einige Vögel von Cochabamba in Bolivia, 1885 - Về một số loài chim của Cochabamba thuộc Bolivia.
- Beiträge zur Kenntniss der Vogelfauna von Celebes, 1885 - Đóng góp vào tri thức về các loài chim từ Sulawesi.
- Die Vögel von Gross-Sanghir, 1888 - Các loài chim của Greater Sanghir.
- Die anthropologische litteratur Braunschweigs und der nachbargebiete, 1900 - Văn học nhân loại học của Brunswick và các vùng lân cận.[2][3]